# Curtis Bowen
Pour les articles homonymes, voir Bowen.
Curtis Bowen, né le 24 mars 1974 à Kenora au Canada, est un joueur professionnel de hockey sur glace.

## Carrière
Choisi lors du repêchage d'entrée dans la LNH 1992 en 22e position par les Red Wings de Détroit, il ne joue pourtant jamais en Ligue nationale de hockey.
Il évolue dans les ligues mineures : en Ligue américaine de hockey avec les Red Wings de l'Adirondack et dans la Ligue internationale de hockey avec le Moose du Manitoba.
Il termine sa carrière en Angleterre dans la British hockey league (devenue ensuite l'Elite Ice Hockey League).

## Statistiques
Pour les significations des abréviations, voir Statistiques du hockey sur glace.
| Saison    | Équipe                    | Ligue |    | Saison régulière | Saison régulière | Saison régulière | Saison régulière | Saison régulière |    | Séries éliminatoires | Séries éliminatoires | Séries éliminatoires | Séries éliminatoires | Séries éliminatoires |
| Saison    | Équipe                    | Ligue | PJ | B                | A                | Pts              | Pun              | PJ               | B  | A                    | Pts                  | Pun                  |                      |                      |
| 1990-1991 | 67 d'Ottawa               | LHO   | 42 | 12               | 14               | 26               | 31               | --               | -- | --                   | --                   | --                   |                      |                      |
| 1991-1992 | 67 d'Ottawa               | LHO   | 65 | 31               | 45               | 76               | 94               | 11               | 3  | 7                    | 10                   | 11                   |                      |                      |
| 1992-1993 | 67 d'Ottawa               | LHO   | 21 | 9                | 19               | 28               | 51               | --               | -- | --                   | --                   | --                   |                      |                      |
| 1993-1994 | 67 d'Ottawa               | LHO   | 52 | 25               | 37               | 62               | 98               | 17               | 8  | 13                   | 21                   | 14                   |                      |                      |
| 1994-1995 | Red Wings de l'Adirondack | LAH   | 64 | 6                | 11               | 17               | 71               | 4                | 0  | 2                    | 2                    | 4                    |                      |                      |
| 1995-1996 | Équipe Canada             | Intl  | 31 | 8                | 8                | 16               | 48               |                  |    |                      |                      |                      |                      |                      |
| 1995-1996 | Red Wings de l'Adirondack | LAH   | 3  | 0                | 0                | 0                | 0                | --               | -- | --                   | --                   | --                   |                      |                      |
| 1996-1997 | Red Wings de l'Adirondack | LAH   | 78 | 11               | 11               | 22               | 110              | 4                | 0  | 0                    | 0                    | 2                    |                      |                      |
| 1997-1998 | Équipe Canada             | Intl  | 46 | 8                | 22               | 30               | 73               |                  |    |                      |                      |                      |                      |                      |
| 1998-1999 | Moose du Manitoba         | LIH   | 45 | 10               | 12               | 22               | 54               | --               | -- | --                   | --                   | --                   |                      |                      |
| 1999-2000 | Nottingham Panthers       | BISL  | 36 | 6                | 15               | 21               | 98               | 6                | 0  | 2                    | 2                    | 12                   |                      |                      |
| 2000-2001 | Manchester Storm          | BISL  | 33 | 11               | 20               | 31               | 37               | 6                | 4  | 2                    | 6                    | 2                    |                      |                      |
| 2001-2002 | Belfast Giants            | BISL  | 48 | 12               | 16               | 28               | 83               | 6                | 1  | 1                    | 2                    | 6                    |                      |                      |
| 2002-2003 | Belfast Giants            | BISL  | 26 | 6                | 7                | 13               | 66               | 6                | 2  | 0                    | 2                    | 4                    |                      |                      |
| 2003-2004 | Belfast Giants            | EIHL  | 47 | 27               | 39               | 66               | 86               | 6                | 1  | 2                    | 3                    | 14                   |                      |                      |
| 2004-2005 | Belfast Giants            | EIHL  | 58 | 25               | 32               | 57               | 90               |                  |    |                      |                      |                      |                      |                      |
| 2005-2006 | Nottingham Panthers       | EIHL  | 44 | 12               | 17               | 29               | 50               | --               | -- | --                   | --                   | --                   |                      |                      |